# Cephalotes depressus
Cephalotes depressus é uma espécie de inseto do gênero Cephalotes, pertencente à família Formicidae.